# Sampo Sarkola
Sampo Sarkola, född 31 januari 1978 i Helsingfors i Finland, är en finlandssvensk skådespelare.

## Biografi
Han är son till skådespelaren och teaterchefen Asko Sarkola.

## Filmografi (i urval)
- 2003 - Venny
- 2004 - Framom främsta linjen
- 2005 - Shadow of the Eagle
- 2013 - Lärjungen
- 2017 - Onnela
- 2018 - Goliat
- 2025 – Rörelser

### Webbsidor
- Sampo Sarkola på Internet Movie Database (engelska)